# Drapeau de la Crimée
Le drapeau de la Crimée (ukrainien : Прапор Криму, russe : Флаг Крыма) est le drapeau officiel de la république de Crimée et de la république autonome de Crimée en Ukraine, puis de la république de Crimée en Russie et du gouvernement en exil de la république autonome de Crimée.
Le drapeau est divisé en trois barres horizontales tricolores bleu-blanc-rouge. La bande bleue est située sur le bord supérieur et mesure 1/6 du drapeau. La bande rouge est située sur le bord inférieur et mesure, comme la bande bleue, 1/6 du drapeau. Entre les deux, la bande blanche est la plus importante des trois puisqu'elle mesure 2/3 du drapeau. Les trois couleurs utilisées reprennent celles du drapeau de la Russie puisque la péninsule de Crimée est essentiellement peuplée de Russes.

## Histoire

Drapeau utilisé par les séparatistes en 1992.

Le 5 juin 1992, le Conseil suprême de Crimée avait soumis cinq propositions de drapeaux. Celui créé par V. Trusov and A. Malgin a finalement été choisi.

Proposition 1.
Proposition 2.
Proposition 3.
Proposition 4.

## Autres drapeaux historiques
Avant 1992, de nombreux autres drapeaux ont été utilisés en Crimée :
- celui des Tatars de Crimée entre 1917 et 1918 ;
- celui de la république populaire de Crimée entre 1917 et 1918 ;
- celui du gouvernement régional criméen entre 1918 et 1919 ;
- celui de la république socialiste soviétique autonome de Crimée entre 1921 et 1945 puis entre 1991 et 1992.

Drapeau de la république populaire de Crimée (1917-1918).
Drapeau du gouvernement régional criméen (1918-1919).
Drapeau de la RSSA de Crimée (1921-1929).
Drapeau de la RSSA de Crimée (1929-1939).
Drapeau de la RSSA de Crimée (1939-1945 ; 1991-1992).

## Drapeau desTatars de Crimée

Drapeau des Tatars de Crimée.